# Инглс, Гарри Клайд
Гарри Клайд Инглс (англ. Harry Clyde Ingles; 12 марта 1888 года, Плезант-Хилл, Небраска, США — 15 августа 1976 года, Бетесда, Мэриленд, США) — американский военачальник, генерал-майор Армии США. Командующий Корпусом связи Армии США с 1943 по 1947 год.

## Биография

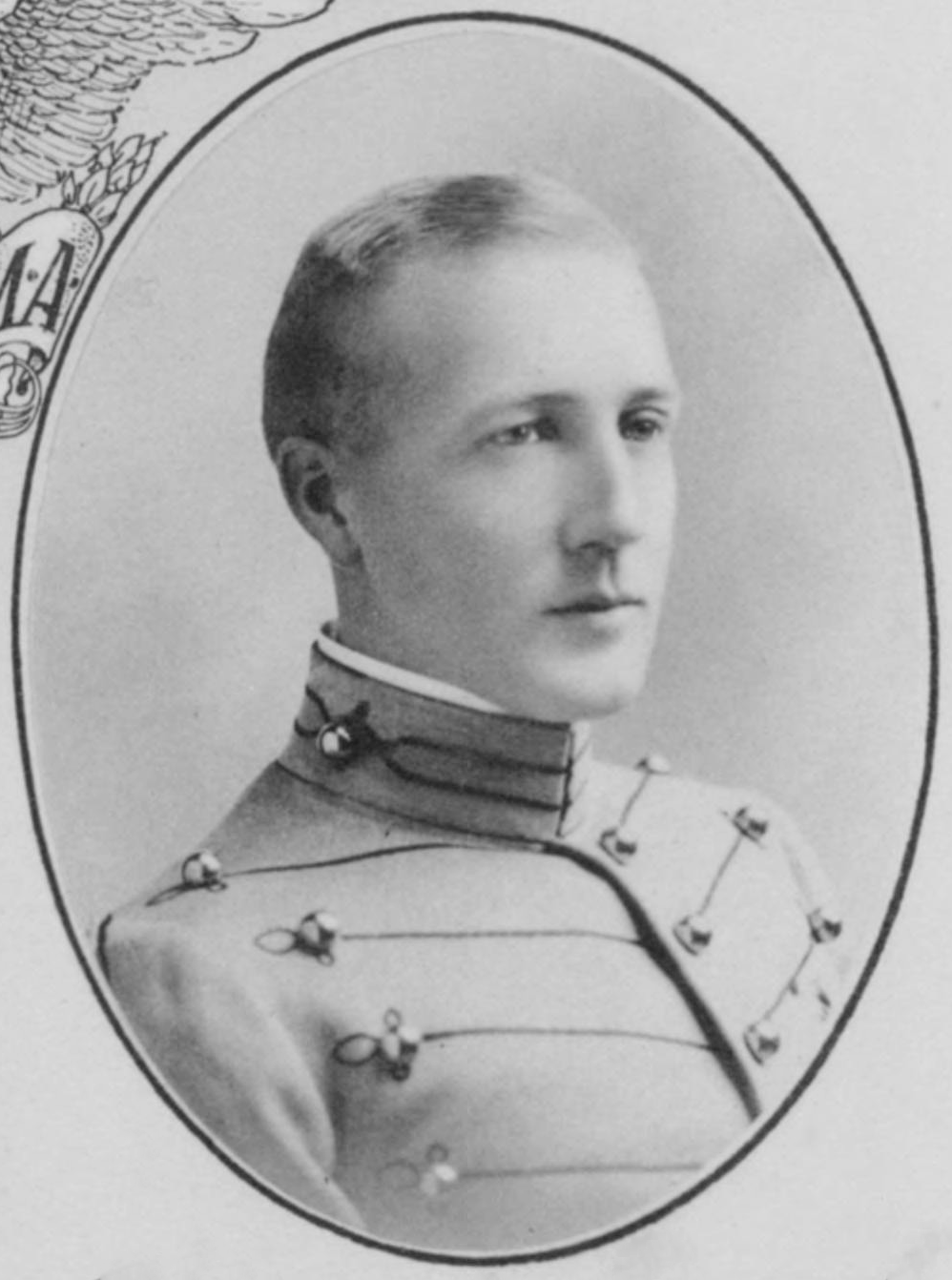
Инглс в форме кадета Вест-Пойнта в свой выпускной год.

Гарри Клайд Инглс родился 12 марта 1888 года в Плезант-Хилл, штат Небраска в семье Джона Уильяма и Марты Инглс. После окончания старшей школы в Линкольне поступил в Университет Небраски, где изучал электротехнику. В 1910 году поступил в Военную академию. Среди его однокурсников было много будущих генералов: Карл Спаатс, Брехон Сомервелл, Фрэнк Милберн, Гарольд Булл, Джон Андерсон, Дженс Доу, Орландо Уорд, Джеймс Брэдли, Висенте Лим, Ральф Ройс, Гарольд Лумис и Чарльз Гросс. Окончил обучение 12 июня 1914 года в звании второго лейтенанта пехоты. Был назначен в 4-й пехотный полк в Форт-Лоутон, штат Вашингтон.
Во время экспедиции Панчо Вильи Инглс проходил службу на мексиканской границе. Во время Первой мировой войны был назначен командиром военно-технической подготовки офицеров Корпуса связи и в 1920 году переведён туда по собственному желанию. В период между войнами Инглс служил на различных должностях, в том числе офицером-связистом Филиппинской дивизии, инструктором по связи в Командно-штабном колледже в Форт Ливенворте, штат Канзас, командиром школы Корпуса связи, офицером-связистом 3-й армии и офицером-связистом Карибского оборонительного командования.
В 1942 году Инглс был назначен начальником штаба Карибского оборонительного командования, где служил под командованием генерал-лейтенанта Фрэнка Эндрюса. В том же году был назначен командующим мобильными силами в Панаме. Находясь на этом посту был награждён медалью «За выдающуюся службу». В 1943 году генерал-майор Инглс некоторое время занимал должность заместителя главнокомандующего войсками США на Европейском театре военных действий, а 1 июля сменил генерал-майора Доусона Ольмстеда на посту главного офицера связи Армии. За время его пребывания на этом посту Корпус связи превратился в важную структуру. После войны Корпус был в курсе новых технологий и установил первый радиолокационный контакт с Луной Земли во время проекта «Диана», а в апреле 1945 года побил рекорд скорости радиотелетайпа.
За свою службу во время Второй мировой войны Инглс был награжден дубовыми листьями к своей медали. В 1947 году вышел в отставку и впоследствии был назначен президентом RCA Global Communications. На этой должности он пробыл до 1953 года, после чего работал в NBC до 1969 года. Инглс скончался в возрасте 88 лет 15 августа 1976 года в Бетесде, штат Мэриленд. Похоронен вместе со своей женой Грейс Солсбери Инглс (1889—1977) на Арлингтонском национальном кладбище.